# در میمون خودم پدربزرگم
در میمونِ خودم پدربزرگم پنجمین مجموعهٔ شعرِ بکتاش آبتین است که در سال ۱۳۹۲ به چاپ رسید.
این مجموعه، اشعار آزاد شاعر را شامل می‌شود و آخرین مجموعه‌ای است که در زمان حیات او به چاپ رسید.

## مشخصات و درونمایه کتاب
بکتاش آبتین در سال ۱۳۹۲ مجموعه «در میمون خودم پدربزرگم» را با انتشارات نگاه در ۸۶ صفحه راهی بازار کرد. نام کتاب از یکی از شعرهای مجموعه برگرفته شده و بکتاش آبتین آن را به علت علاقه خاص خودش به این حیوان دانسته بود.
این مجموعه شامل ۴۸ شعر آزاد است که همچون مجموعه قبلی وی در فضای جریان «ساده‌نویسی» هستند. در این اشعار معمولاً جملات سالم، بدون جابجایی ارکان یا درگیری با صنایع لفظی هستند و صفت‌سازی و آشنایی‌زدایی‌های کلامی کمتر دیده می‌شود.
دوری شاعر از ترفندهای زبانی و نزدیکی او به زبان روزمره در این مجموعه همراه با طنزی شاعرانه بوده‌است؛ هرچند این طنز در آثار اجتماعی سیاسی او موفق‌تر است و گاهی متن شوخ و شنگ بکتاش به عقب‌نشینی شعر و شاعرانگی منجر شده‌است. با وجود نگاه طنزآلود، مرگ یکی از مضامین اصلی این مجموعه است و وی در این باره گفته بود: «شاید به این دلیل باشد که مرگ در کشور ما خیلی ارزان و در دسترس است.»
در بسیاری از اشعار این مجموعه که آخرین اثر او قبل از مرگش بوده‌است، مضمون جدایی و رفتن تکرار شده که نوعی پیشگویی شاعرانه محسوب می‌شود. از دیگر مضامین کتاب، می‌توان به مضمون‌های عاطفی و اجتماعی اشاره کرد.

## شعر مطرح فرشته خانم
یکی از مطرح‌ترین اشعار این مجموعه، شعر بلندی به نام «فرشته خانم» است. این شعر از زبان یک زن تن‌فروش است و در آن از ریتمی تند و عصبی و قافیه‌های درونی بسیار استفاده شده که به قول حافظ موسوی، شاعر و منتقد، چکش‌وار بر سر خواننده یا شنونده فرود می‌آید. این اثر همچنین در سال ۱۳۸۵ در نمایشگاهی در تهران به نام «افسردگی عمیق‌تر» حضور داشت و در مجموعهٔ این نمایشگاه به چاپ رسیده‌است.
علیرضا بهنام، شاعر و مترجم، معتقد است که «زبان این شعر از حالت اقتدارگرایی که در شعر مردانه است، فاصله می‌گیرد و با شکستن کلمات و ایجاد تداعی‌های مختلف و گشتن به دور موضوع به جای بیان مستقیم، لحن و حال و هوای زنانه را در شعرش ایجاد کرده‌است. همچنین به لحاظ مضمونی، این شعر بکتاش بسیار خاص است چون زنِ راویِ شعر، کارگر جنسی است و اشاراتی که به تلویح در این شعر به شغل این زن می‌شود، جالب، دقیق و خیال‌انگیز است و در عین حال گویای وضعیت نابسامان راوی هم هست و هم‌حسی مخاطب را نیز برمی‌انگیزد. این که این همه ویژگی در یک شعر جمع شده باشند، کمتر در میان هم‌نسلان بکتاش دیده شده و این شعر او اثری بسیار برجسته است.» هرچند شوکا حسینی، شاعر و منتقد، اعتقاد دارد که اگرچه این شعر از آثار مهم فمینیستی معاصر است اما این نقد بر آن وارد است که «در سطر پایانی آن کارکرد ساخته شده نظام‌های عرفی، اجتماعی و دینی از زن را تعریف کرده‌است و می‌گوید زن باید پارسا، پاک‌دامن و فرشته باشد!»
رضا عابد، منتقد، این شعر را دارای بینامتنیت با نمایشنامه «زن خوب ایالت سچوان» برشت می‌داند و آن را «خلق اثری تازه بر ویرانه اثر برشت» برمی‌شمرد.

## نمونه شعر
بخشی از شعر بلند «فرشته خانم»:
جوراب‌های دخترم را بخیه می‌زنم
زنم
گاهی عروسکم
گاهی چند روز
پیراهن چرکم
که چسبیده‌ام برتنم!
عصبانی‌ام
شبیه رگ‌های گردن مادرم
و می‌لرزم
شبیه هق‌هق شانه‌های دخترم!
می‌رقصم با خودم
در آینه می‌رقصم با اولین عشقم
که نیست
و خاطره‌ها گریه می‌کنند
در دامنم!...